# مراجعة
ال

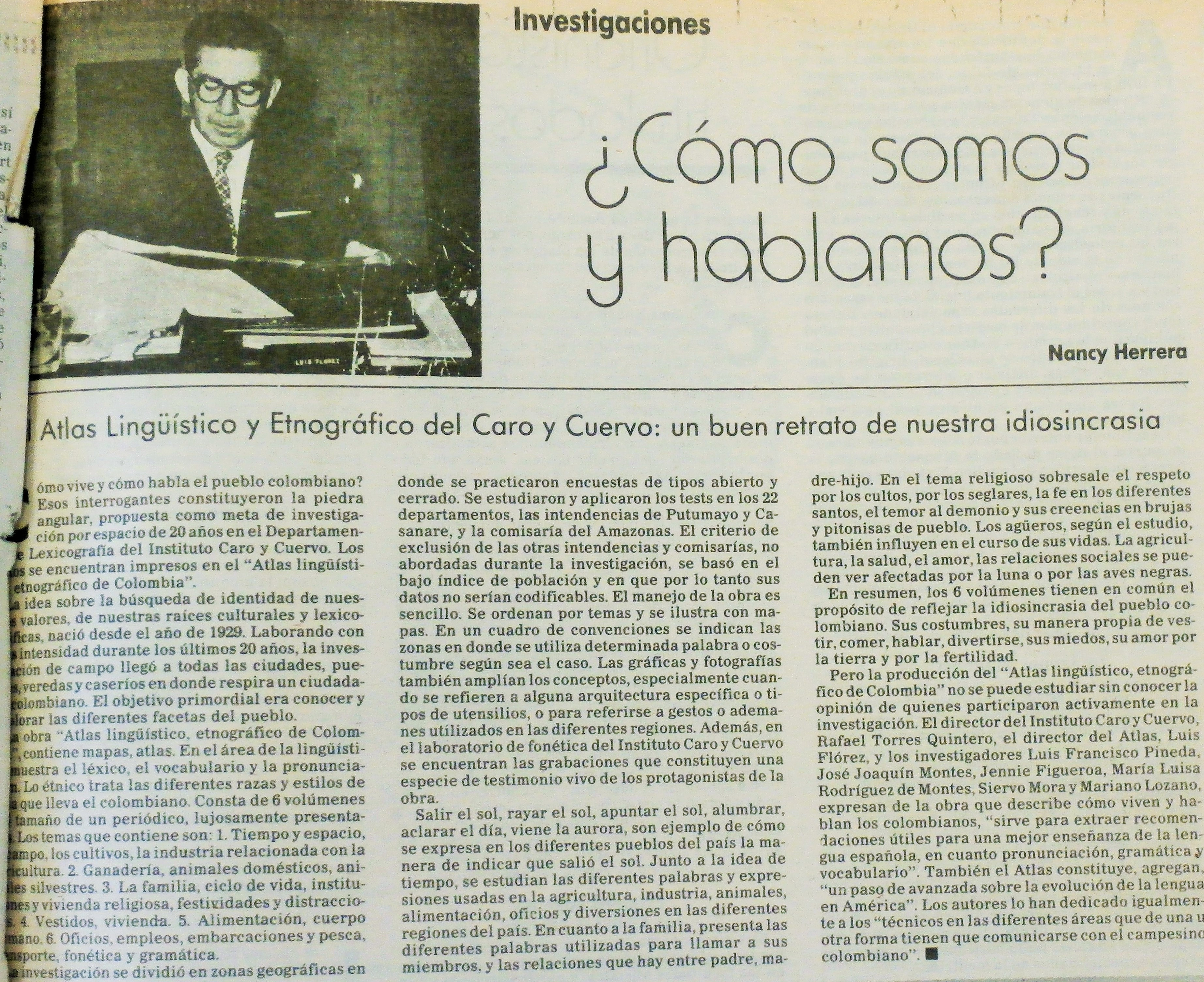

مراجعة هي عملية تقييم لأي إنتاج فكري سواء أكان منشوراً علمياً أو أدبياً، أو خدمة شركة أو منتجاتها مثل الأفلام وألعاب الفيديو أو كتاب أو تأليف موسيقي؛ وكذلك الأمر بالنسبة لأداء منتجات قطع الأجهزة والآليات مثل الحواسيب وقطع السيارات والأجهزة المنزلية.
تصدر المراجعة عادة على شكل مادة مطبوعة تنشر في مجلة متخصصة بالموضوع الذي تم مراجعته. كما يمكن أن تكون المراجعة عبارة عن مادة إعلامية تظهر على شكل برنامج إذاعي أو تلفزيوني.

## اقرأ أيضاً
- مراجعة الأقران